# Danail Petrov
Danail Petrov (Данаил Андонов Петров; Plovdiv, 5 de febrero de 1978) es un ciclista búlgaro.

## Palmarés
| 2001 - 3.º en el Campeonato de Bulgaria de Ruta 2002 - 1 etapa del Tour de Minho - 1 etapa de la Vuelta a Portugal 2004 - Vuelta al Alentejo, más 1 etapa - 1 etapa del Trofeo Joaquim Agostinho - 3.º en el Campeonato de Bulgaria de Ruta 2005 - 1 etapa del Trofeo Joaquim Agostinho 2006 - Trofeo Joaquim Agostinho, más 1 etapa - 1 etapa del Tour de Bulgaria - 2.º en el Campeonato de Bulgaria de Ruta | 2008 - 1 etapa del Gran Premio CTT Correios de Portugal - 1 etapa del Trofeo Joaquim Agostinho - 2 etapas del Tour de Bulgaria 2010 - Campeonato de Bulgaria de Ruta 2011 - Campeonato de Bulgaria de Ruta - 1 etapa del Tour de Isparta 2012 - Campeonato de Bulgaria de Ruta 2013 - Campeonato de Bulgaria de Ruta |